# Phellopilus
Phellopilus ist eine Pilzgattung, die von den Feuerschwämmen im engeren Sinn (Phellinus s. str.) abgetrennt wurde.
Die Typusart ist der Dunkelgezonte Feuerschwamm (Phellopilus nigrolimitatus).

## Merkmale
Das Hymenophor ist mehrjährig, poroid und braun. Die Trama setzt sich aus zwei Schichten zusammen, die durch eine dünne, krustige Begrenzung voneinander getrennt sind. Das dimitische oder trimitische Hyphensystem besteht aus farblosen, einfach septierten und verzweigten generativen Hyphen sowie braunen Skeletthyphen, die auch einfache Septen und apikale Verzweigungen besitzen. Setae im Hymenium vorhanden, andere Setae fehlen. Hyphen an den Ecken der Trennwände manchmal mit einer apikalen Inkrustierung. Die glatt- und dünnwandigen Sporen sind für gewöhnlich verkehrt keulenförmig, meist zylindrisch und schwach cyanophil.

## Art
Für Europa wird folgende Art angegeben:
| Deutscher Name              | Wissenschaftlicher Name    | Autorenzitat                                       |
| --------------------------- | -------------------------- | -------------------------------------------------- |
| Dunkelgezonter Feuerschwamm | Phellopilus nigrolimitatus | (Romell 1911) Niemelä, T. Wagner & M. Fischer 2001 |